# Stella Young

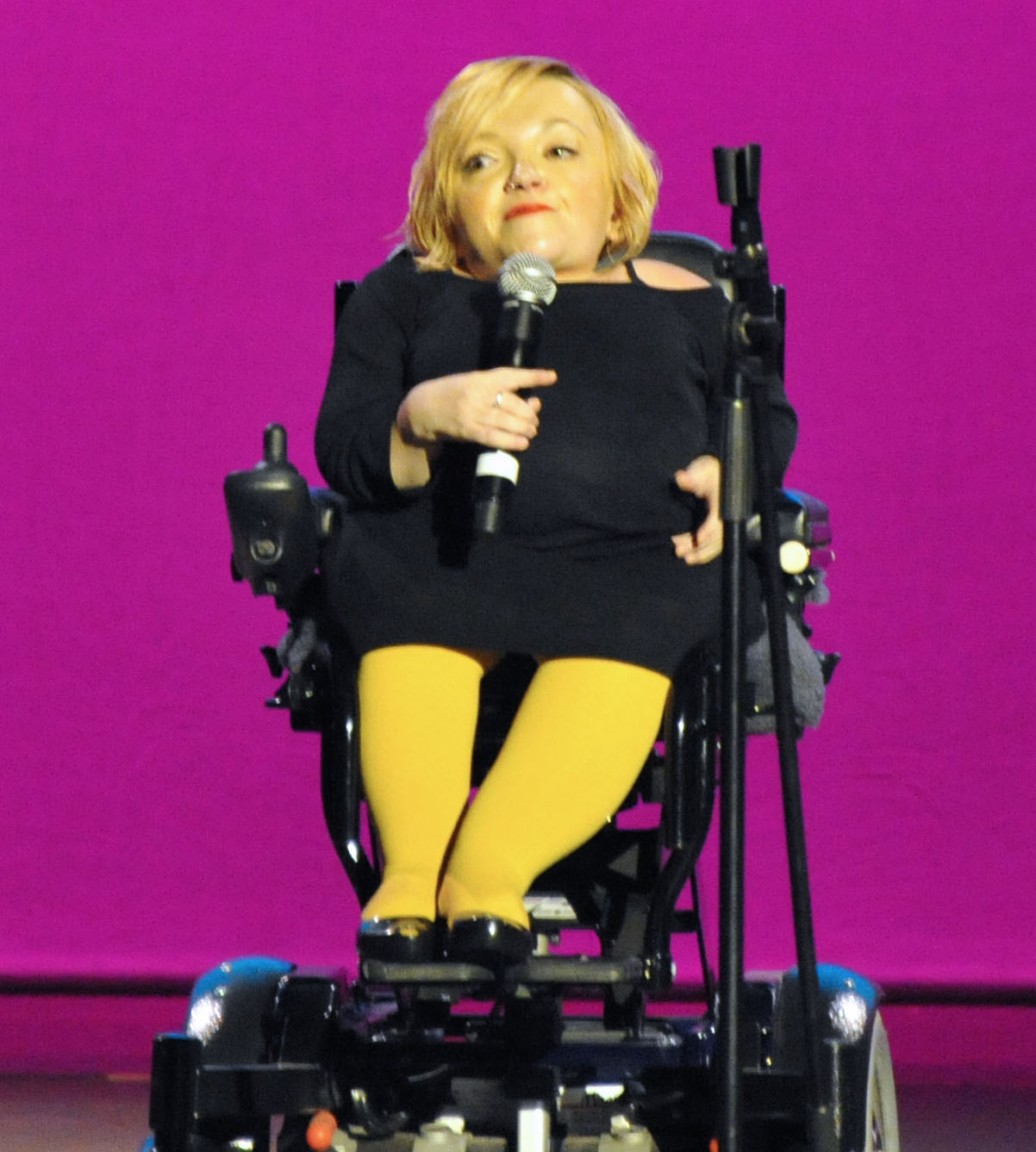
Stella Young bei der Global Atheist Convention 2012 in Melbourne, Australien

Stella Young (* 24. Februar 1982 in Stawell, Victoria; † 6. Dezember 2014 in Melbourne) war eine australische Journalistin, Comedian und Behindertenrechtsaktivistin.

## Leben
Stella Young kam in Stawell (Victoria) als Tochter eines Metzgers und einer Friseurin zur Welt. Sie wurde mit einer Osteogenesis imperfecta (umgangssprachlich Glasknochenkrankheit) geboren, die sie ihr ganzes Leben beeinträchtigte. So war sie für einen Großteil ihres Lebens auf einen Rollstuhl angewiesen. Bereits mit 14 Jahren begann sie sich als Behindertenrechtsaktivistin zu engagieren. Sie bezeichnete sich selbst als „crip“ (abgeleitet von „cripple“, zu deutsch Krüppel), ein Wort, das sie als positive Umwertung verwendete.
Stella Young studierte mit 17 Jahren Journalismus an der Deakin University. Anschließend erwarb sie ein Diplom als Pädagogin für den Sekundären Bildungsbereich an der University of Melbourne. Zunächst arbeitete sie mit Kindern als Museumsführerin im Melbourne Museum, dann fand sie eine Anstellung beim australischen Fernsehsender ABC. Dort war sie zunächst Redakteurin der Website Ramp up. Anschließend war sie für acht Staffeln Host der Sendung No Limits auf Channel 31, dem ersten australischen Kulturprogramm von und für behinderte Menschen.
Daneben trat sie seit 2011 als Comedian auf und erreichte zweimal das Finale des Melbourne International Comedy Festivals. 2014 erhielt sie den Newcomer Award des Festivals. Ihr Debüt als Comedian hatte sie in der Show Q&A auf ABC. Internationale Bekanntheit erreichte sie mit ihrer Rede I’m not your inspiration, thank you very much für die Non-Profit-Organisation TED.
2014 trat sie mit ihrem Programm „Tales from the Crip“ im Rahmen des Melbourne International Comedy Festivals in der Northcote Town Hall auf. Sie arbeitete in verschiedenen Gremien der Behindertenrechtsorganisationen Victorian Disability Advisory Council, Ministerial Advisory Council for the Department of Victorian communities und Women With Disabilities Victoria mit. Sie engagierte sich für eine Berufsunfähigkeitsversicherung in Australien sowie für das Projekt LiveAccess, das behinderten Jugendlichen die Teilnahme an Musikveranstaltungen in Melbourne erleichtern soll.
Stella Young starb überraschend am 6. Dezember 2014 in ihrer Wohnung in Melbourne.